# Cantó de Cocoron

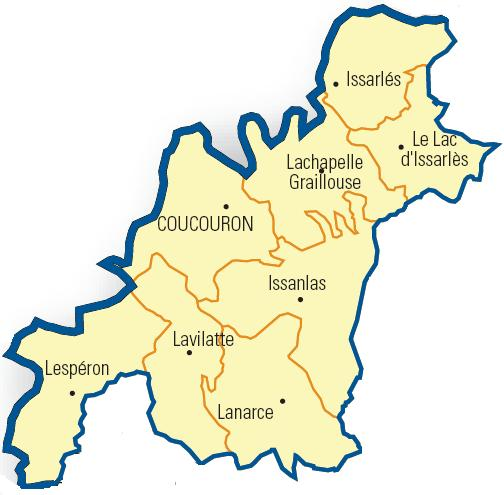
Comunes del cantó

El cantó de Cocoron és un cantó francès del departament de l'Ardecha, situat al districte de L'Argentièira. Té 8 municipis i el cap és Cocoron.

## Municipis
- Cocoron
- Issanlas
- Issarlès
- Le Lac-d'Issarlès
- La Chapèla Gralhosa
- Lanarce
- Lavillatte
- L'Esperon

## Història
| Data d'elecció                           | Identitat       | Partit          | Qualitat |
| ---------------------------------------- | --------------- | --------------- | -------- |
| 1952-1970                                | M. Eyraud       | Divers droite   |          |
| 1970-1988                                | Joseph Bonhomme | RI, després UDF |          |
| 1988-2004                                | Jacques Genest  | RPR             |          |
| 2004-2008                                | Albert Enjolras | UMP             |          |
| 2008-                                    | Jacques Genest  | UMP             |          |
| les dades anteriors no són pas conegudes |                 |                 |          |
|                                          |                 |                 |          |

| 1962  | 1968  | 1975  | 1982  | 1990  | 1999  | 2007  |
| ----- | ----- | ----- | ----- | ----- | ----- | ----- |
| 2.768 | 3.095 | 2.665 | 2.401 | 2.211 | 2.057 | 2.185 |